# Leopold von Freystedt

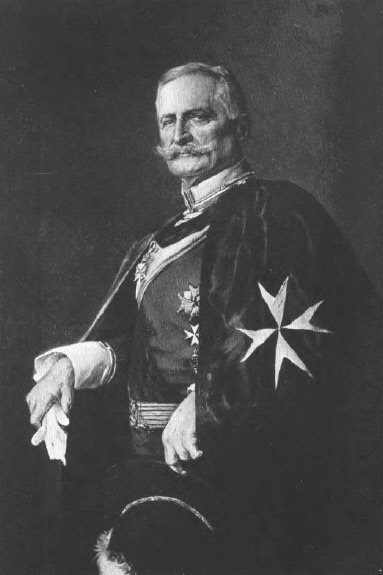
Leopold von Freystedt im Johannitermantel

Carl Johann Leopold Freiherr von Freystedt (* 14. September 1840 in Karlsruhe; † 30. Januar 1917 ebenda) war ein großherzoglich badischer Oberhofmarschall.

## Herkunft, Ehe und Nachkommen
Leopold entstammte dem Geschlecht der Freystedt einer unehelichen Seitenlinie des Hauses Baden. Er war der einzige Sohn von Heinrich von Freystedt und Mathilde von Mentzingen.
1877 heiratete er als 37-Jähriger die 31-jährige Olga Gräfin Zeppelin (* 27. November 1846; † 18. April 1920). Da die Ehe kinderlos war, starb mit ihm das Geschlecht der Freystedt in der männlichen Linie aus.

## Leben
Freystedt beschritt die militärische Laufbahn. 1859 wurde er Leutnant beim badischen Leibdragonerregiment und wurde 1866 zum Oberleutnant befördert. 1867 wurde er zum 3. Dragonerregiment Prinz Karl versetzt, mit dem er den Deutsch-Französischen Krieg mitmachte. 1871 wurde er Rittmeister beim Magdeburgischen Kürassier-Regiment Nr. 7. 1881 nahm er die Stellung eines persönlichen Adjutanten beim Fürsten Karl Günther von Schwarzburg-Sondershausen ein und wurde zum Major befördert. 1885 trat er als Hofmarschall in den Dienst des badischen Erbgroßherzogs, Friedrich II., der in diesem Jahr Hilda von Nassau heiratete. 1907 avancierte er zum Oberhofmarschall des nun als Großherzog amtierenden Friedrich II.
Freystedt vermachte als letzter männliche Erbe seiner Familie sein 28 Hektar großes Gut in Istein samt Ländereien der Stadt Karlsruhe zur Linderung der Kriegsleiden.